# 菊池亞希子
菊池亞希子（日语：菊池 亜希子，1982年8月26日—），日本女演員及模特兒，岐阜縣大野町出身，隸屬於Ten Carat經紀公司。身高173公分。

## 經歷
菊池畢業於千葉大學工學部都市環境系統科。曾在知名雜誌《Non-no》和《PS-Pretty Style》以模特兒身分登場。還在《PS》上連載《菊池亜希子の道草》。
2007年，初次參演電視劇《Good Job〜グッジョブ》；2010年，個人初次主演電影《森崎書店の日々》。發展領域包括電影、電視劇和舞台劇等。

## 外部連結
- Ten Carat站內的個人資料 （页面存档备份，存于） （日語）